# Matthew J. Holman
Matthew J. Holman (* 1967) ist ein US-amerikanischer Astrophysiker und Entdecker bzw. Mitentdecker zahlreicher irregulärer Monde der Planeten Saturn, Uranus und Neptun.

## Biografie
Er studierte am Massachusetts Institute of Technology (MIT), wo er 1994 auch promovierte. Gegenwärtig lehrt er am Harvard-Smithsonian Center for Astrophysics in Cambridge, Massachusetts, USA.
Matthew Holman war Mitglied von drei verschiedenen Astronomen-Teams (Gladman et al., Kavelaars et al. und Holman et al.), die die folgenden irregulären Monde entdeckten:
- die Saturnmonde XIX Ymir, XX Paaliaq, XXI Tarvos, XXII Ijiraq, XXIII Suttungr, XXIV Kiviuq, XXV Mundilfari, XXVI Albiorix, XXVII Skathi, XXVIII Erriapus, XXIX Siarnaq und XXX Thrymr
- die Uranusmonde XVIII Prospero, XIX Setebos, XX Stephano, XXI Trinculo, XXII Francisco und XXIV Ferdinand

sowie
- die Neptunmonde IX Halimede, X Psamathe, XI Sao, XII Laomedeia und XIII Neso.

## Trivia
Nach ihm wurde der Asteroid (3666) Holman = 1979 HP benannt.